# Plovdivský převrat

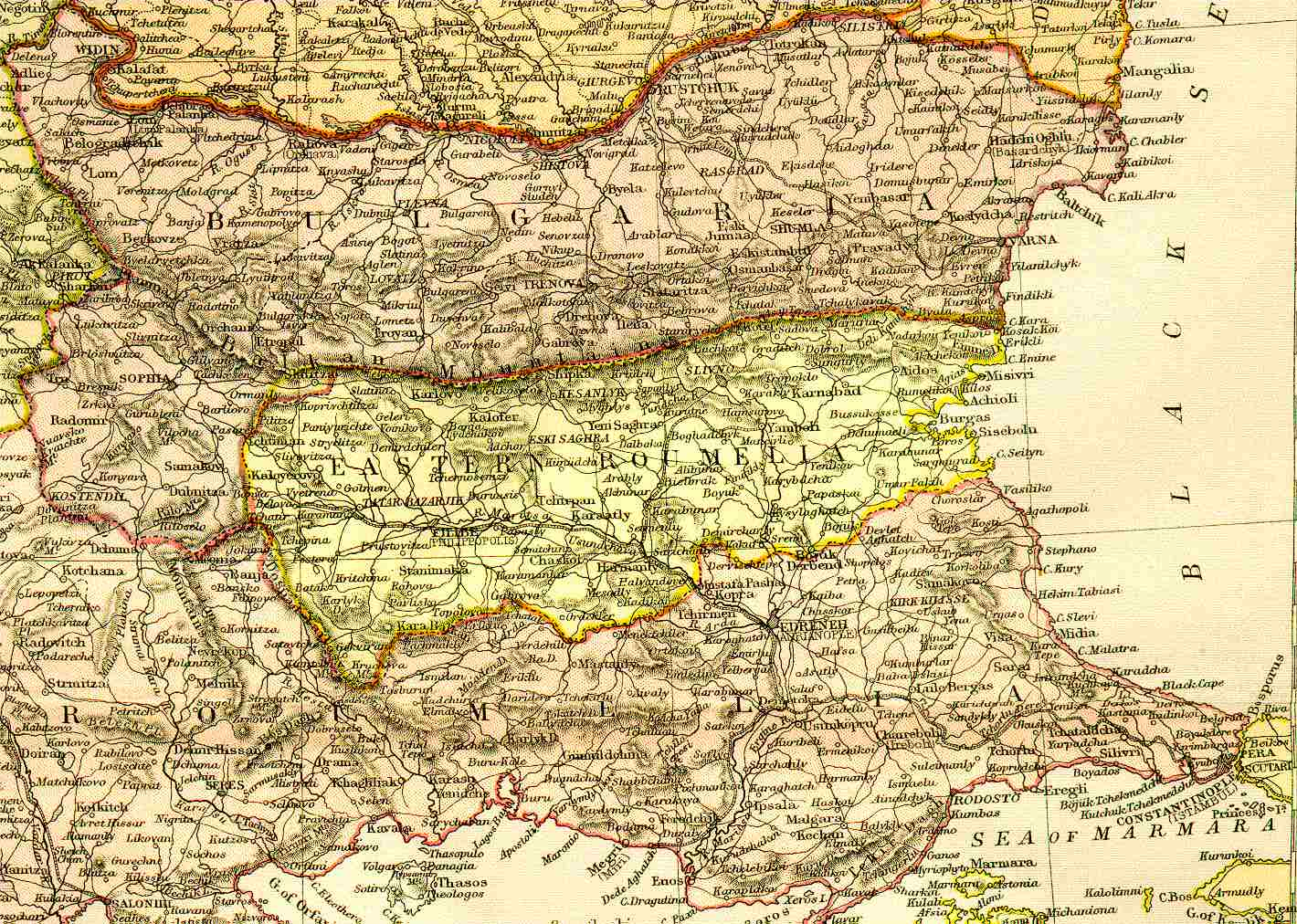
Bulharsko a Východní Rumélie v roce 1882.

Plovdivský převrat označuje klíčovou událost v moderních dějinách Bulharska. Vzpourou v Plovdivu došlo v roce 1885 k sjednocení dvou bulharských států (Bulharska a Východní Rumélie). Převrat, ke kterému došlo dne 18. září 1885, byl také záminkou k vypuknutí srbsko-bulharské války na podzim téhož roku.
Povstání bylo připraveno již nějakou dobu a načasováno bylo na závěr měsíce září. Nicméně, objevily se skupiny, které nechtěly dlouho čekat. Dne 18. září obsadily ozbrojené jednotky Plovdiv, hlavní město Východní Rumélie. Tamní správce, Gavril Krastevič byl jako bulharský vlastenec pro sjednocení a proto rozkázal nečinit ozbrojencům žádný odpor.
Panovaly však obavy, že by Východní Rumélie, která byla stále ještě formálně součástí Osmanské říše, mohla být okupována tureckými vojsky. Nedlouho po obsazení území proto vznikla nová přechodná vláda v čele s Georgi Stranským, který vyhlásil všeobecnou mobilizaci. Turecké jednotky však Plovdiv a další města neobsadily, neboť podle dohody z Berlínského kongresu tak mohly učinit pouze na základě žádosti guvernéra Východní Rumélie. Gavril Krastevič jako guvernér však žádný takový požadavek nevyslovil a tak důvod pro invazi formálně neexistoval.
Po povstání byl bulharský kníže Alexandr I. prohlášen vládcem Východní Rumélie. Dne 20. září vyhlásil kníže sjednocení obou zemí.
Mezinárodní reakce na sjednocení nebyla vlídná. Zatímco Osmanská říše jej v podstatě přijala bez větších komentářů jako fakt, evropské mocnosti byly změnou hranic na Balkáně znepokojeny. Rusko, které bylo tradičním podporovatelem Bulharska takový krok neočekávalo. Pozitivně jej však přivítala Velká Británie. Nespokojeny naopak byly sousední národy; Řekové a Srbové. Srbský král Milan se rozhodl reagovat na tento krok dokonce vyhlášením války a nechal se slyšet, že Srbsko vznese nové územní nároky proti Turecku, především na území Makedonie, aby kompenzovalo porušení rovnováhy.
V českých zemích se zprávy o převratu donesly tisku až s třídenním zpožděním. Tehdejší média stranila bulharským povstalcům a naopak očerňovala režim srbského krále Milana Obrenoviće, který byl ostrým oponentem povstání.